# 科拉恰尔
科拉恰尔（Kolachal），是印度泰米尔纳德邦甘尼亚古马里县的一个城镇。总人口23535（2001年）。

## 人口
该地2001年总人口23535人，其中男性11902人，女性11633人；0—6岁人口2589人，其中男1300人，女1289人；识字率76.17%，其中男性为77.59%，女性为74.71%。